# Acracona elgonae
Acracona elgonae is een vlinder van de familie van de snuitmotten (Pyralidae). De wetenschappelijke naam van deze soort is voor het eerst voorgesteld door Paul Ernest Sutton Whalley in een publicatie uit 1964.
De soort komt voor in Oeganda.